# Chuneola paradoxa
Chuneola paradoxa is een vlokreeftensoort uit de familie van de Chuneolidae. De wetenschappelijke naam van de soort is voor het eerst geldig gepubliceerd in 1909 door Woltereck.